# Menesia octoguttata
Menesia octoguttata là một loài bọ cánh cứng trong họ Cerambycidae.